# Крест Доблести (Дания)
Крест Доблести (дат. Tapperhedskorset) — высшая действующая датская награда за воинскую доблесть.
Крест учреждён 16 ноября 2011 года. Награда вручается за мужество в боевой обстановке, при условии, что военнослужащий действовал в целях решения важной боевой задачи или сохранения жизни других людей.
Награда представляет собой крест, покрытый чёрной эмалью, с позолоченными краями. В центре креста — золотой медальон с монограммой правящей королевы, увенчанной короной. На концах креста разделённая на четыре слога надпись FOR TAPPERHED (дат. «За доблесть»). На реверсе выгравированы имя получателя, место и дата события, за которое получена награда.
Крест доблести носится на белой ленте с красной полосой посередине. Планка креста, такая же, как у одной из датских медалей, но с вензелем королевы посередине.
Учреждение награды связано с участием датского контингента в военных действиях в Афганистане. Единственным награждённым на данный момент (2015) является сержант Каспер Вестфален Матисен (Casper Westphalen Mathiesen), который, находясь в Афганистане, прикрыл огнём раненого товарища, позволив ему дождаться врачебной помощи.

## Источник
Приказ об учреждении награды